# Medal jubileuszowy „25 lat niepodległości Ukrainy”
Medal jubileuszowy „25 lat niepodległości Ukrainy” (ukr. Ювілейна медаль «25 років незалежності України») – ukraińskie odznaczenie państwowe.  

## Historia
W dniu 17 lutego 2016 roku prezydent Ukrainy dekretem nr 52/2016 ustanowił jubileuszowe odznaczenie państwowe dla wyróżnienia osób, które wyróżniły się w budowie państwowości powstałej niepodległej Ukrainy w 25 rocznicę uzyskania niepodległości. W dniu 29 kwietnia 2016 dekretem nr 185/2016 zatwierdził status tego odznaczenia. 

## Zasady nadawania
Odznaczenie zgodnie z statutem był nadawany obywatelom ukraińskim, a także cudzoziemcom i bezpaństwowcom za szczególne zasługi osobiste dla ugruntowania niepodległej Ukrainy, ugruntowania jej suwerenności i wzmocnienie autorytetu międzynarodowego, znaczący wkład w budowę państwa, rozwój społeczno-gospodarczy, kulturalny i oświatowy, aktywną działalność publiczną i polityczną, sumienną i nienaganną służbę narodowi ukraińskiemu.

## Opis odznaki
Odznaką medalu jest krążek o średnicy 35 mm wykonany żółtego metalu.
Na Awersie odznaki medalu na prawej stronie znajduje się profil dziewczyny z ukraińskim wiankiem na głowie. Z lewej strony w górnej części tryzub a w dolnej części w dwóch rzędach daty „1991” i „2016”.
Na rewersie na tle stylizowanego wschodu słońca napis w języku ukraińskim w czterech rzędach 25 РОКІВ НЕЗАЛЕЖНОСТІ УКРАЇНИ (pol. 25 LAT NIEPODLEGŁOŚCI UKRAINY).
Odznaczenie zawieszone jest na wstążce orderowej o szer. 35 mm i długości 55 mm, w paski w kolorze flagi Ukrainy, paski w kolejności od lewej strony: niebieski o szer. 4,5 mm, żółty – 7 mm, niebieski – 4,5 mm, żółty – 3 mm, niebieski – 4,5 mm, żółty – 7 mm, niebieski – 4,5 mm.